# Congrès Beja
Pour les articles homonymes, voir Beja.
Le Congrès Beja est un mouvement politique et militaire de l'est du Soudan représentant le peuple Beja. Il s'oppose au centralisme de l'état soudanais. Il est fondé en 1957 et a rejoint l'Alliance nationale démocratique (Soudan) en 1993.